# نیروگاه بادی راسکوو
نیروگاه بادی راسکوو (انگلیسی: Roscoe Wind Farm) در نزدیکی راسکوو، تگزاس، با تعداد ۶۲۷ توربین بادی و ظرفیت نامی کل برابر با ۷۸۱٫۵ مگاوات که تحت مالکیت و مدیریت شرکت اروه‌ئه می‌باشد، یکی از بزرگ‌ترین نیروگاه‌های بادی از لحاظ ظرفیت تولید برق در دنیا است. در سال ۲۰۰۹ که ساخت این نیروگاه به پایان رسید، با پیشی گرفتن از نیروگاه بادی هورس هالو با ۷۳۵٫۵ مگاوات ظرفیت، عنوان بزرگ‌ترین نیروگاه بادی را به دست آورد.